# Кильдин (разведывательный корабль)
«Кильдин» — средний разведывательный корабль проекта 861М (по классификации NATO — «Moma class») Северного и Черноморского флота ВМФ СССР и Черноморского флота ВМФ России. Спущен на воду 31 января 1973 года. Корабли серии строились на базе гидрографических судов на верфи «Сточня Полночна» в Гданьске (Польша).

## Разведка Черноморского флота
После внедрения в ВМФ СССР сначала радиосвязи, а затем и радиолокационных и гидроакустических систем, основным источником информации о вероятном противнике стали радио- и радиотехнические излучения. Для ведения систематической разведки этих излучений в районах нахождения ВМС вероятного противника и стали создаваться подразделения разведывательных кораблей: кораблей радио-, радиотехнической и радиоэлектронной разведки.
1 июня 1971 года на Черноморском флоте была сформирована 112-я бригада кораблей особого назначения для разведки сил вероятного противника, прежде всего США и Объединённых военно-морских сил НАТО, во всех возможных районах его нахождения ещё в мирное время. Разведывательные действия производились с целью заблаговременного обнаружения возможной угрозы со стороны вероятного противника и выработки адекватных ответных мер.
Разведка Черноморского флота активно действовала на южном и юго-западном морских направлениях. Флотская разведка действовала сначала под флагом Гидрографической службы, и её корабли именовались гидрографическими судами (ГИСУ) или судами связи (ССВ). Часть судов носила флаг Гидрографической службы, другие — военно-морской флаг. В документах Министерства обороны СССР и Генерального штаба Вооружённых сил СССР эти корабли именовались КРР и КРТР (корабль радио- и радиотехнической разведки).
Основными задачами боевой службы: поиск, определение районов патрулирования, слежение за ПЛАРБ ВМС США и другими иностранными подводными лодками; разведка и слежение за многоцелевыми (ударными) авианосцами и другими ударными группировками ВМС США и НАТО, а также снабжение информацией командования ВМФ, в прямом подчинении которого находилась 5-я «средиземноморская» эскадра ВМФ СССР.
СРЗК «Кильдин», как и другие корабли бригады, в разные годы входившие в её состав: БРЗК «Крым», БРЗК «Кавказ», СРЗК «Приазовье», СРЗК «Одограф» (перешедший на Северный флот и получивший название «Виктор Леонов»), СРЗК «Лиман», СРЗК «Юпитер», СРЗК «Кильдин», СРЗК «Челекен», МРЗК «Океан», МРЗК «Рица», МРЗК «Бакан», МРЗК «Вертикал», МРЗК «Вал», МРЗК «Лоцман», МРЗК «Ладога», МРЗК «Курс», «ГС-239», «ГС-13», МРЗК «Магнит», «ГС-55», «ГС-36», «ГС-41», «ГС-43», МРЗК «Алидада» и другие регулярно вели разведку ОВМС НАТО и 6 флота США в Средиземном море.

## Служба

### ВМФ СССР
Гидрографическое судно «Кильдин» был построено в Польше в Гданьске на судостроительном заводе «Сточни Полночни» (заводской номер 861/13). Было спущено на воду 31 декабря 1969 года. Вступило в строй 23 мая 1970 года. Вступило в строй Северного флота. В 1970 году судно было переоборудовано в разведывательный корабль.

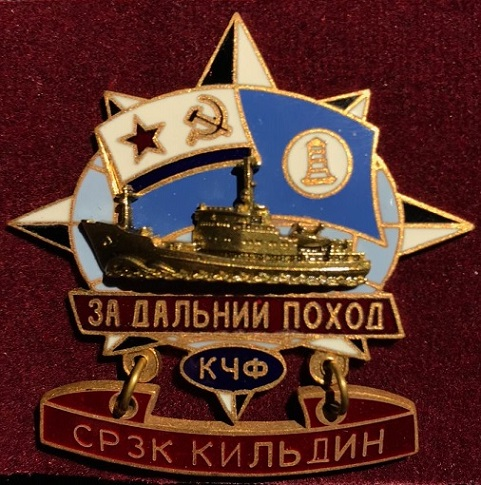
Знак За дальний поход с подвеской Кильдин

В 1977 году корабль был переведен на Черноморский флот.
Выполнял боевые службы в составе 5-й Средиземноморской эскадры кораблей ВМФ.
15 мая — 13 июня 1984 года «Кильдин» принимал участие в учениях «Океан-84», проходивших в Средиземном море. Тема учений: «Разгром АМГ противника ОС РУС во взаимодействии с МРА ВВС ЧФ». В учениях так же принимали участие КРУ «Жданов», БПК «Комсомолец Украины», «Стройный», «Удалой», эсминцы «Неуловимый», «Находчивый», «Сознательный», БРК «Бедовый», СКР «Сильный», «Дружный», «Волк», МРК «Зарница», ПЛ К-298, танкер «Десна» и другие.
В 1989 году проходил ремонт в Гданьске на Stoczni Remontowei «NAUTA».

### ВМФ России
Бортовой номер 406.
В мае 1999 года разведывательный корабль «Кильдин» сменил в Адриатическом море СРЗК «Лиман», находящийся там в зоне проведения военной операции НАТО против Югославии с целью сбора разведывательной информации.
В феврале 2000 года корабль находился в восточной части Средиземного моря на боевом дежурстве, отслеживая обстановку в зоне Персидского залива, где была сосредоточена военно-морская группировка НАТО.
Шефскую помощь кораблю оказывал Ровеньской район Белгородской области.
В декабре 2012 — феврале 2013 выполнил дальний поход в 63 суток в Средиземном море, пройдя 5900 миль.
В 2017, 2018 и 2019 годах выполнил задачи боевой службы в Средиземном море. В июле 2018 года участник парада по случаю Дня ВМФ России в пункте базирования в Тартусе (Сирия).
В июле 2022 с малым морским танкером «Вице-адмирал Паромов» совершили визит в порт Алжир, (Алжир).
В настоящее время входит в состав 519-го отдельного дивизиона разведывательных кораблей Черноморского Флота, с базированием на бухту Южная (Севастополь).

## Командиры
В составе ВМФ России
- капитан 3-го ранга Лобанов А.
- капитан 3-го ранга Переверзев Б. (2012-?)[4]
- капитана 3-го ранга Данелян, Георгий Давидович (2022-?).